# Iberhoratia gatoa
Iberhoratia gatoa is een slakkensoort uit de familie van de Hydrobiidae. De wetenschappelijke naam van de soort is voor het eerst geldig gepubliceerd in 1980 door Boeters.